# 优素福·卢莱
优素福·基龙德·卢莱（1912年—1985年1月21日），乌干达政治家，1979年4月13日至6月20日期间曾出任过渡总统。他是乌干达全国解放阵线的领导人，协助坦桑尼亚军队推翻伊迪·阿敏后被坦桑尼亚推举为过渡总统。